# 4379 Snelling
A 4379 Snelling (ideiglenes jelöléssel 1988 PT1) a Naprendszer kisbolygóövében található aszteroida. Carolyn Shoemaker és Eugene Merle Shoemaker fedezte fel 1988. augusztus 13-án.